# Военный институт (инженерных войск) Общевойсковой академии Вооружённых сил Российской Федерации

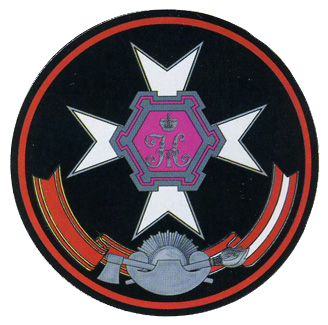
Нарукавный знак Военно-инженерного университета образца 2005 года

Военно-инженерная ордена Кутузова академия имени Героя Советского Союза генерал-лейтенанта инженерных войск Д. М. Карбышева — высшее военное учебное заведение Вооружённых сил Российской Федерации. До 2023 года — Военный институт (инженерных войск) в составе Общевойсковой академии Вооружённых сил Российской Федерации. В настоящее время является основным учебно-методическим центром инженерных войск Вооружённых сил Российской Федерации.

## Предыстория

### Инженерная академия в Петербурге
Главное инженерное училище было создано 24 ноября (6 декабря) 1819 года указом Александра I. Оно помещалось в Санкт-Петербурге в Михайловском замке, который был переименован в замок Инженерный. В 1855 году офицерские классы училища были преобразованы в Инженерную академию в составе Императорской военной академии. С 27 сентября (9 октября) 1867 года стала самостоятельной Николаевской инженерной академией. Академия была закрыта после начала Первой мировой войны в 1914 году.
В Николаевской инженерной академии в Санкт-Петербурге срок обучения составлял 2 или 3 года. В академию принимались офицеры до чина штабс-капитана или гвардейского поручика. Выпускники получали звание военного инженера. В Санкт-Петербурге с 1835 года учился писатель Д. В. Григорович, в 1839—1843 годах — Ф. М. Достоевский. В 1848 году окончил И. М. Сеченов, в 1866 году — П. Н. Яблочков. Среди преподавателей Санкт-Петербургской Николаевской инженерной академии — Д. И. Менделеев, Ц. А. Кюи, А.3.Теляковский, М. В. Остроградский, Ф. Ф. Эвальд, Н. А. Воскресенский.

### Военно-инженерное образование в СССР (1917—1932)
Военно-инженерная академия в Петрограде была воссоздана в ноябре 1917 года. Через 6 лет в результате объединения с Электротехнической академией создана Военная академия инженерных войск и электротехники, а ещё через 2 года в результате объединения с Артиллерийской академией в Ленинграде создана Военно-техническая академия, в составе которой имелся инженерный факультет.
В 1932 году Инженерный факультет академии был перемещён в Москву, однако через 7 лет адмирал Н. Г. Кузнецов вернул морской инженерный факультет в Ленинград.
На правопреемство в отношении Николаевской инженерной академии претендуют как Военный инженерно-технический университет в Петербурге, так и Военный институт инженерных войск в Москве (бывшая академия имени Куйбышева). Петербуржцы ссылаются на то, что 10 июня 1939 года было подписано постановление Комитета Обороны при СНК СССР, и издан приказ Наркома ВМФ об образовании в Ленинграде Высшего военно-морского инженерно-строительного училища РККВМФ, куда был возвращён морской инженерный факультет академии и присоединена отделённая часть Политехнического института — Ленинградский институт инженеров промышленного строительства. 

## История

### Военно-инженерная академия РККА
Военно-инженерная академия была создана приказом Реввоенсовета СССР от 21 марта 1932 года на основе переместившегося в Москву инженерного факультета академии и использованием базы высшего инженерно-строительного училища. Через три года академии было присвоено имя В. В. Куйбышева.
В мае 1937 года во время политических «чисток» в РККА был арестован и затем расстрелян начальник академии комкор Смолин И. И.
Занимала академия старинный дом Дурасовых на Покровском бульваре. В 1932 году для Военно-инженерной академии построено новое здание на месте правого флигеля усадьбы на углу улицы Воронцово поле (архитектор А. Круглов). С ноября 1941 по декабрь 1943 года академия находилась в эвакуации в г. Фрунзе.
Много лет председателем государственной комиссии по защите дипломных проектов Военно-инженерной академии имени В. В. Куйбышева был выпускник Николаевского училища Д. М. Карбышев. Преподавали в академии видные учёные: Герой Социалистического Труда И. М. Рабинович, профессора М. М. Филоненко-Бородич, В. К. Дмоховский, В. М. Келдыш, А. Ф. Лолейт.
С началом Великой Отечественной войны Военно-инженерная академия организовала ускоренную подготовку слушателей младших курсов академии, а также студентов старших курсов гражданских вузов. Были организованы также трёхмесячные курсы для призванных в армию гражданских инженеров.

В послевоенные годы академия выпустила тысячи высококвалифицированных специалистов в области инженерной техники. Учёные Военно-инженерной академии разработали образцы понтонных и механизированных мостов, мостостроительной техники, десантно-переправочных средств, высоко защищённых командных пунктов, убежищ и защитных сооружений от ядерного оружия, систему радиолокационной маскировки объектов, технику для разминирования и разграждений. Среди преподавателей в последние годы существования академии было 8 действительных членов и 5 членов-корреспондентов Российской академии наук, 4 заслуженных деятеля науки и техники, более 300 докторов и кандидатов наук. 

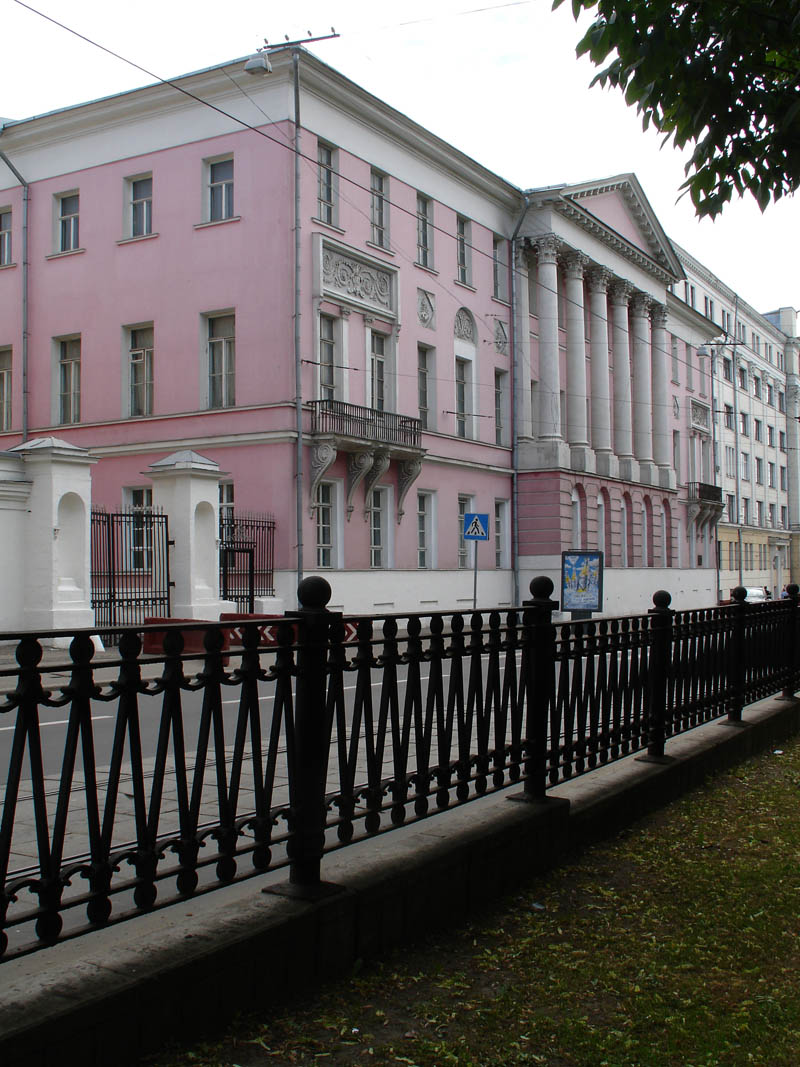
Усадьба Дурасовых, где находилась академия в 1932—2006 гг.

Обучение проводилось по направлениям:
- промышленное и гражданское строительство;
- управление и информатика в технических системах;
- электроснабжение;
- строительство;
- защита в чрезвычайных ситуациях;
- многоцелевые гусеничные и колёсные машины;
- управление персоналом;
- радиотехника;
- электроэнергетика;
- транспортные машины и транспортно-технологические комплексы.

За деятельность по подготовке кадров для инженерных войск Военно-инженерная академия имени Куйбышева 15 декабря 1944 года награждена орденом Красного Знамени, 22 февраля 1968 года — орденом Ленина.
После присоединения к Общевойсковой академии Вооружённых сил Российской Федерации Военный институт (инженерных войск) остался основным учебно-методическим центром инженерных войск. Он готовит офицеров для Вооружённых сил Российской Федерации, МЧС России, внутренних войск МВД России, Пограничной службы ФСБ России, а также для ряда иностранных армий.
В институте функционируют факультеты: командно-инженерный, командный Внутренних войск, командный Пограничной службы, геодезический, переподготовки и повышения квалификации, Гражданской обороны. Существует отделение заочного обучения. Работает 17 кафедр, в том числе тактики инженерных войск, управления инженерными войсками, фортификации и маскировки, инженерных заграждений, дорожных машин и переправ и т. д..
В институте действует научно-исследовательский центр, основными направлениями исследований которого являются инженерное обеспечение боя, тактика инженерных войск, фортификационное оборудование местности, применение и преодоление заграждений, подготовка и содержание путей движения войск и переправ, маскировка войск и др.

### Постсоветский период
С 1998 года в соответствии с постановлением Правительства РФ Военно-инженерная академия имени В. В. Куйбышева (г. Москва) преобразована в Военно-инженерный университет с тремя филиалами: Санкт-Петербургским, Нижегородским и Тюменским.
В 2005 году Военно-инженерный университет вновь преобразован в Военно-инженерную академию (г. Москва), но уже без упоминания имени В. В. Куйбышева. Были вновь созданы Нижегородское высшее военно-инженерное командное училище (военный институт) на базе филиала университета в городе Кстово, Нижегородская область, Санкт-Петербургский военный топографический институт имени генерала армии А. И. Антонова на базе филиала в Санкт-Петербурге, Тюменское высшее военно-инженерное командное училище (военный институт) на базе филиала в Тюмени. Также по случаю возврата учебному заведению статуса академии в Москве была переименована трамвайная остановка «Казарменный переулок», расположенная на Покровском бульваре, однако в марте 2007 года ей было возвращено старое название.
Позднее, в 2006 году, топографический институт стал Военным институтом (топографическим) Военно-космической академии имени А. Ф. Можайского. В 2008 году Нижегородское и Тюменское училища присоединены к Военной академии войск радиационной, химической и биологической защиты и инженерных войск имени Маршала Советского Союза С. К. Тимошенко.
9 мая 2006 года преподаватели и слушатели академии последний раз участвовали в военном параде на Красной площади в Москве. 1 августа 2006 года академия присоединена к Общевойсковой академии Вооружённых сил Российской Федерации (с 2009 года — Военный учебно-научный центр Сухопутных войск «Общевойсковая академия Вооружённых сил Российской Федерации») в качестве структурного подразделения: Военного института (инженерных войск) Вооружённых сил Российской Федерации. Как структурное подразделение, не имеет боевого знамени и наград. Первый выпуск в новом качестве состоялся в 2007 году.
По решению министра обороны РФ генерала армии Сергея Шойгу от 20 мая 2020 года на базе Военного института инженерных войск Общевойсковой академии Вооружённых сил Российской Федерации, будет воссоздана Военно-инженерная академия, которая станет главным военным вузом по подготовке военно-инженерных кадров. По словам Сергей Шойгу, что в последние годы роль инженерных войск в обеспечении боевых действий значительно выросла. Повысилась интенсивность их применения в ходе спецопераций и учений. Но не только, саперы сегодня много делают в интересах помощи населению и экономическому комплексу страны.
Наглядным примером являются их успешные действия при разминировании в Сирии и Лаосе, форсировании водной преграды шириной более двух километров на Волге, ликвидации последствий оползня в Бурейское водохранилище
Начальником института был назначен заместитель начальника Общевойсковой академии ВС России генерал-майор (2004 г., с 2008 года генерал-лейтенант) Ю. П. Балховитин (род. 1958), с 1 августа 2008 года — начальник инженерных войск Сухопутных войск. Уволен с военной службы 24 ноября 2009 года в связи с крупным пожаром на 31-м арсенале МО РФ в Ульяновске 13 ноября 2009 года.

### Академия имени Д. М. Карбышева
Распоряжением Правительства РФ от 1 марта 2023 года № 508-р была воссоздана Военно-инженерная академия (в форме слияния федерального государственного бюджетного учреждения «Центральный научно-исследовательский испытательный институт инженерных войск имени Героя Советского Союза генерал-лейтенанта инженерных войск Д.М. Карбышева» Министерства обороны Российской Федерации и федерального бюджетного учреждения «Международный противоминный ордена Кутузова центр Вооруженных Сил Российской Федерации»): федеральное государственное бюджетное военное образовательное учреждение высшего образования «Военно-инженерная ордена Кутузова академия имени Героя Советского Союза генерал-лейтенанта инженерных войск Д.М. Карбышева» по адресу Московская область, Красногорский район, пос. Нахабино, ул. Карбышева, д. 2.

## Награды
- 15 декабря 1944 года — Орден Красного Знамени — Награждена указом Президиума Верховного Совета СССР от 15 декабря 1944 года в ознаменование 125-й годовщины со дня организации Военно-инженерной академии, за выдающиеся успехи в подготовке военных инженеров для Красной Армии и боевые заслуги перед Родиной.

## Начальники академии (института)
- 1932—1934 — Г. В. Зиновьев
- 1934—1937 — комкор (с 1935 г.) И. И. Смолин
- май 1937—июль 1937 — комкор А. Я. Сазонтов
- 1937—1942 — военинженер 1 ранга, с 1938 комбриг, с 1940 генерал-лейтенант инженерных войск А. С. Гундоров
- 1942—1943 — генерал-майор инженерных войск Е. В. Сысоев
- 1943—1945 — генерал-майор инженерных войск Б. А. Оливетский
- 1945—1951 — генерал-полковник инженерных войск Л. З. Котляр
- 1951—1957 — генерал-полковник инженерных войск И. П. Галицкий
- 1958—1961 — генерал-лейтенант инженерных войск П. В. Швыдкой
- 1961—1969 — генерал-полковник инженерных войск А. Д. Цирлин
- 1969—1974 — генерал-лейтенант инженерных войск, с 1972 генерал-полковник инженерных войск В. Л. Авсеенко
- 1974—1975 — генерал-лейтенант инженерных войск С. Х. Аганов
- 1975—1978 — генерал-лейтенант инженерных войск В. Е. Упоров
- 1978—1988 — генерал-лейтенант, с 1980 генерал-полковник Е. С. Колибернов
- 1988—1992 — генерал-майор, с 1989 генерал-лейтенант В. И. Устинов
- 1992—1995 — генерал-лейтенант В. А. Васильев
- 1995—1999 — генерал-лейтенант Ю. В. Красников
- 1999—2005 — генерал-лейтенант А. Б. Шевчук
- 2005—2006 — врид начальника академии генерал-майор В. С. Петрук

## Известные преподаватели
- А. Д. Астахов, профессор, заслуженный деятель науки РФ
- Д. М. Карбышев, Герой Советского Союза
- И. М. Рабинович, Герой Социалистического Труда
- М. М. Филоненко-Бородич, профессор, Заслуженный деятель науки и техники РСФСР
- Колпычев, Владимир Владимирович, профессор
- В. К. Дмоховский, профессор
- В. М. Келдыш, профессор
- Г. Г. Карлсен, профессор
- А. Ф. Лолейт, профессор
- А. А. Зубков, старший преподаватель
- А. С. Фисенко, профессор, руководитель кафедры промышленных сооружений
- Б. Ф. Зарако-Зараковский, советский и польский военачальник, генерал-лейтенант Советской Армии и генерал дивизии Войска Польского

## Выпускники
Воспитанниками Санкт-Петербургской и Московской академий были видные военачальники инженерных войск:
- начальник инженерных войск Красной Армии в 1941—1942 годах генерал-майор инженерных войск Л. З. Котляр;
- начальник инженерных войск Красной Армии с 1942 года, первый маршал инженерных войск М. П. Воробьёв;
- начальник инженерного управления Народного комиссариата Военно-Морского Флота в период войны генерал-лейтенант инженерных войск П. И. Судьбин;
- начальник штаба инженерных войск Советской Армии Б. В. Благославов
- начальник штаба инженерных войск Красной Армии генерал-полковник инженерных войск К. С. Назаров;
- Маршал Советского Союза Н. В. Огарков.

Начальниками инженерных войск фронтов в годы войны были выпускники академии: Н. П. Баранов, Б. В. Благославов, Ю. В. Бордзиловский, Б. В. Бычевский, И. П. Галицкий, В. Ф. Зотов, Н. Ф. Кирчевский, З. И. Колесников, В. В. Косарев, Г. Г. Невский, И. А. Петров, Н. М. Пилипец, А. И. Прошляков, А. И. Смирнов-Несвицкий, А. Ф. Хренов, А. Д. Цирлин, В. Ф. Шестаков.
Среди выпускников академии — выдающиеся военные инженеры и учёные: Е. В. Александров, Г. Г. Азгальдов, М. Г. Бархин, С. А. Ильясевич, Н. С. Касперович, Н. Л. Кирпичёв, А. Р. Шуляченко, Т. М. Саламахин, Б. Г. Скрамтаев, ст. преподаватель В. М. Зайцев (кандидат технических наук) и другие.